# ダニエル・フィンチ (第2代ノッティンガム伯)

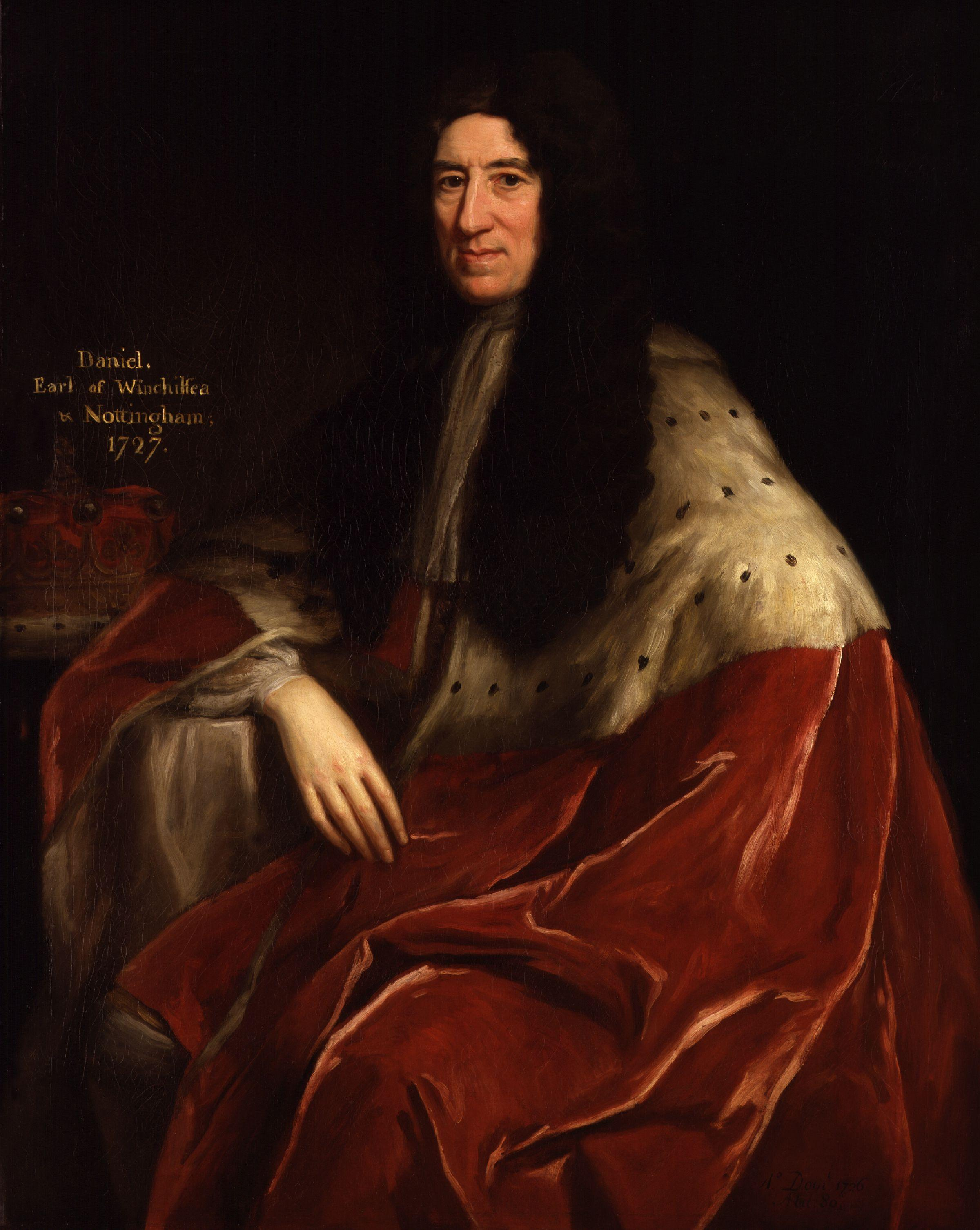
第2代ノッティンガム伯ダニエル・フィンチ

第2代ノッティンガム伯および第7代ウィンチルシー伯ダニエル・フィンチ（Daniel Finch, 2nd Earl of Nottingham and 7th Earl of Winchilsea, PC, 1647年7月2日 - 1730年1月1日）は、イギリスの貴族・政治家。初代ノッティンガム伯ヘンエッジ・フィンチとダニエル・ハーヴェイの娘エリザベスの息子。

## 生涯
1647年、ロンドンで誕生。1658年からインナー・テンプルとウェストミンスター・スクールで3年間学習し、1662年にオックスフォード大学のクライスト・チャーチに入学、1665年から1668年にかけてグランドツアーに参加、ドイツ・イタリア・フランスを訪れ、イングランド帰国後の1668年に王立協会フェローに選ばれた。
1673年にウィルトシャーのグレート・ベッドウィンで下院議員に選出、1679年にスタッフォードシャーのリッチフィールドに立候補、1681年から1684年まで海軍卿を務め（その後チャールズ2世が就任）、1685年にジェームズ2世が即位すると忠誠を誓ったが政権から遠ざけられた。1688年に名誉革命が起こると和睦の使者としてハリファックス侯ジョージ・サヴィル・ゴドルフィン男爵シドニー・ゴドルフィンと共にオランダ総督ウィレム3世と交渉に向かい、ロンドン帰還後はロチェスター伯ローレンス・ハイドらが発足した暫定政権に加わりウィレム3世到着まで治安維持に尽くした。
1689年にウィリアム3世・メアリー2世夫妻が即位すると北部担当国務大臣に任命され政権の一員となった。同年にウィリアム3世にケンジントン宮殿を売却、翌1690年に南部担当国務大臣に転任してからは顧問の1人として重用され、1692年に北部も担当することになり海軍提督エドワード・ラッセルと協力してイングランド艦隊の準備を進め、バルフルール岬とラ・オーグの海戦で勝利に貢献した。しかし、議会からは積極的攻勢に出なかったことを批判された上、ラッセルとも衝突して地位が揺らぎ、ウィリアム3世の擁護でラッセルは更迭されたが、翌1693年のラゴスの海戦でイングランド船団が壊滅すると、ラッセル復帰を求める議会と妥協したウィリアム3世に更迭された。解任後は下野してトーリー党の急進派として活動、1702年にウィリアム3世が亡くなり義妹のアンが即位すると南部担当国務大臣に再任された。
再任後はロチェスターと共に穏健派のゴドルフィンと対立したため1704年に辞任、1706年には枢密院から除名され下野して政府批判に回り、1711年に穏健派のロバート・ハーレーとヘンリー・シンジョンが政権を奪取しても野党に留まり、スペイン継承戦争の方針を巡って対立、逆にホイッグ党と結託して和平を非難した。1711年の議会で政府の方針に対してスペインと西インド諸島がブルボン家の所有のままフランスと講和するのは危険と主張、ホイッグ党の「スペインなくして講和なし」という主張にそって1時間話し続けた。主張は下院で否決されたが、非国教徒を公職から排除する便宜的国教徒禁止法案を可決、政府への影響を保ち続けた。
1714年にアンが死去してジョージ1世が即位、ハーレー・シンジョンらトーリー党が失脚してホイッグ政権が成立した時は枢密院議長としてトーリー党員で唯一閣僚に選ばれたが、1715年に起こったジャコバイトの反乱にかこつけてホイッグ党がトーリー党を弾劾・没落に追い込むと1716年に枢密院議長を更迭され政権から排除された。以後は政界から引退、1729年に死去した遠縁のウィンチルシー伯ジョン・フィンチの爵位を継承、翌1730年に82歳で亡くなり長男のダニエル・フィンチがノッティンガム伯位とウィンチルシー伯位を継承した。

## 子女
1674年、ウォリック伯ロバート・リッチの娘エセックスと結婚、娘を1人儲けた。
1. メアリー（? - ?） - ハリファックス侯ウィリアム・サヴィルと結婚、死別後にロックスバロー公ジョン・カーと再婚。ドロシー・サヴィルの母。

1685年、ハットン子爵クリストファー・ハットンの娘アンと再婚、10人の子を儲けた。
1. ダニエル（1689年 - 1769年） - 第3代ノッティンガム伯、第8代ウィンチルシー伯
2. ウィリアム（1691年 - 1766年）
3. ジョン（? - 1743年/1763年?）
4. ヘンリー（? - ?）
5. エドワード（1697年 - 1771年）
6. エセックス（? - 1721年） - ロジャー・モスティンと結婚
7. ヘンリエッタ（? - 1742年） - クリーヴランド公ウィリアム・フィッツロイと結婚
8. メアリー（1701年 - 1761年） - ロッキンガム侯トマス・ワトソン＝ウェントワースと結婚、首相チャールズ・ワトソン＝ウェントワースの母。
9. シャーロット（1711年 - 1761年） - サマセット公チャールズ・シーモアと結婚
10. エリザベス（1723年 - 1784年） - マンスフィールド伯ウィリアム・マレーと結婚